# Xian de Gulang
Le xian de Gulang (古浪县 ; pinyin : Gǔlàng Xiàn) est un district administratif de la province du Gansu en Chine. Il est placé sous la juridiction de la ville-préfecture de Wuwei.

## Démographie
La population du district était de 376 049 habitants en 1999.